# Benito Pérez Jáuregui
Benito Manuel Pérez Jáuregui (Zaldivia, Guipúzcoa, España, 8 de febrero de 1912 - Mondragón, Guipúzcoa, España, 1959) fue un futbolista español que se desempeñaba como defensa.

## Clubes
| Club                    | País   | Año       |
| ----------------------- | ------ | --------- |
| Real Sociedad de Fútbol | España | 1931-1932 |
| R. C. D. Español        | España | 1932-1936 |
| R. C. D. Español        | España | 1939-1941 |
| Real Zaragoza           | España | 1942-1943 |